# アブドゥラウフ・フィトラト

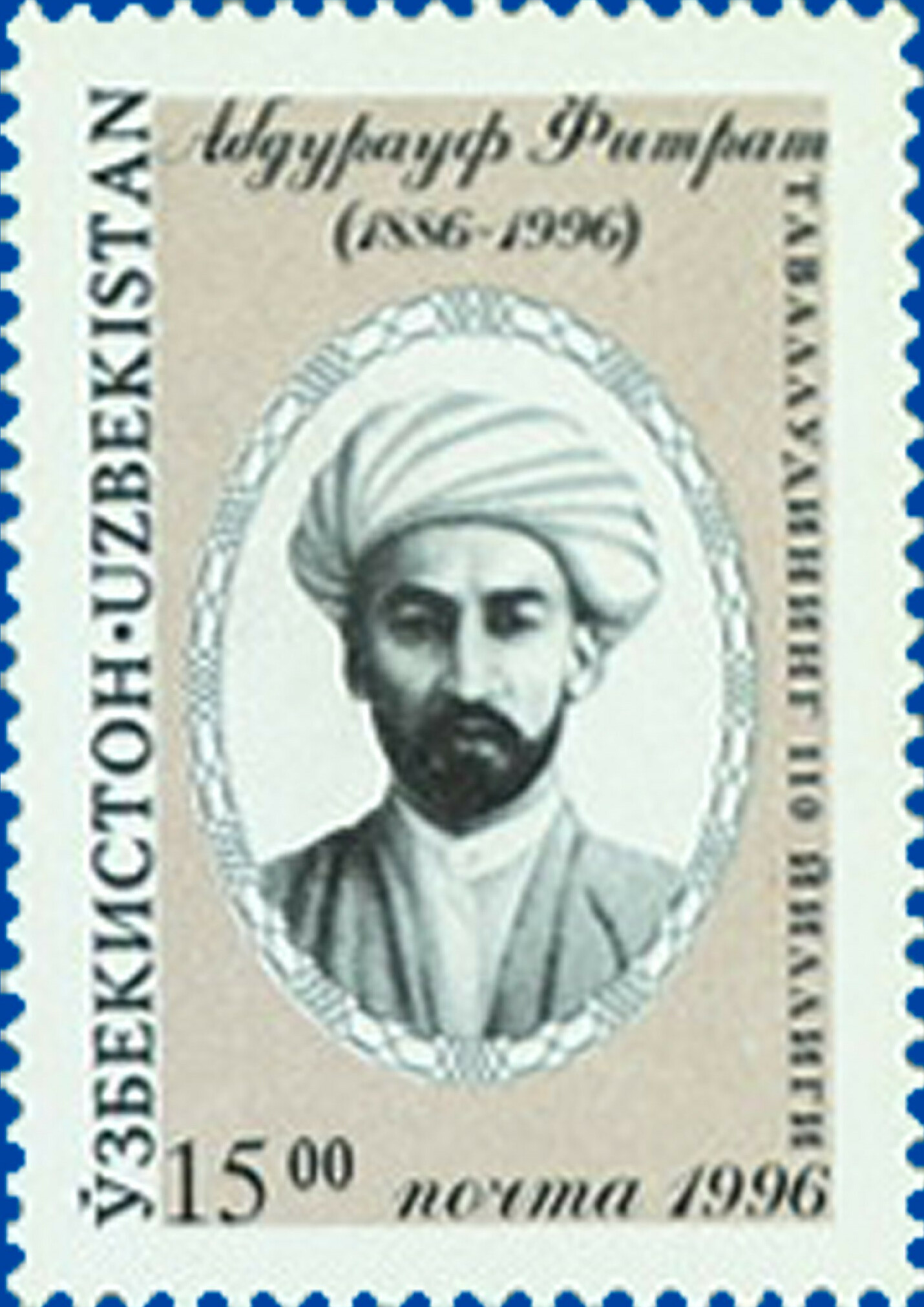
ウズベキスタンの切手に描かれるフィトラト（1996年）

アブドゥラウフ・フィトラト（ウズベク語: Абдурауф Фитрат/Abdurauf Fitrat、ロシア語: Абдурауф Фитрат、1886年 - 1938年）は、ウズベキスタン・ブハラ出身の政治家、作家、思想家である。

## 生涯

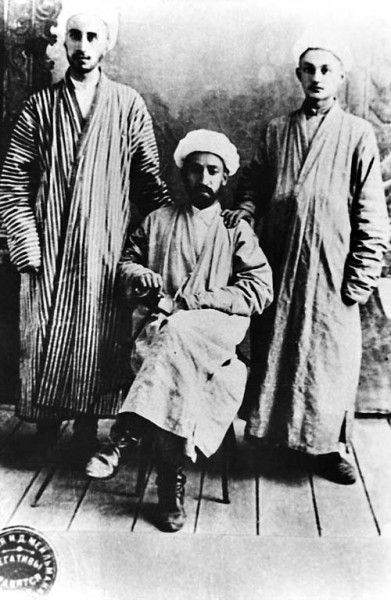
フィトラトと同僚2人。ブハラにて撮影（1908年）

当時ロシア帝国による保護国であったブハラ・アミール国のブハラで生まれた。1909年、彼はオスマン帝国のイスタンブールへと留学し、文学、歴史について学んだ。彼は1914年に帰国し、政治運動に参加するようになった。彼は青年トルコ人を基にして設立された革命集団、青年ブハラ人に参加し、ロシア革命の期間中はボリシェヴィキとともに革命活動を行なっていた。また彼は友人で同僚の間柄であったアブドゥルヴォヒド・ブルホノフと共に、ブハラから70人のトルキスタン人青年を1922年にドイツへ派遣し、現地の多くの大学で勉学に励ませていた。
1920年、フィトラトはブハラ人民ソビエト共和国の経済大臣・教育大臣に就任したが、1923年に失脚した。その後彼は中央アジアのテュルク民族文化学者として働いていたが、1937年に大粛清の犠牲者となり逮捕、1938年に処刑された。

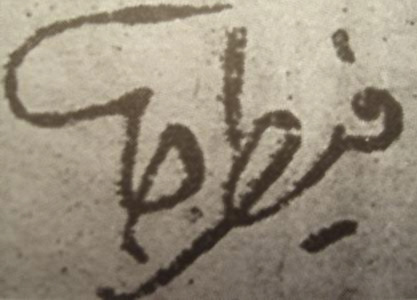
フィトラトのサイン